# Tatto
Il tatto (o sensibilità tattile) è il senso che rende l'uomo e gli animali capaci di rilevare con una straordinaria precisione la presenza di stimoli dovuti al contatto della superficie cutanea con oggetti esterni. I meccanismi con cui la sensibilità tattile si realizza sono in buona sostanza uguali in tutti i mammiferi, compreso l'uomo, al quale più specificamente si riferiscono i dettagli di seguito. Il tatto è un senso complesso, diffuso su un'ampia superficie corporea. Ogni centimetro quadrato di pelle possiede circa 130 recettori tattili, suddivisi in 5 tipi, che danno le seguenti sensazioni: freddo, caldo, tatto (cellule di Merkel, corpuscoli di Ruffini e corpuscoli di Meissner), variazione di pressione (corpuscoli del Pacini) e dolore.

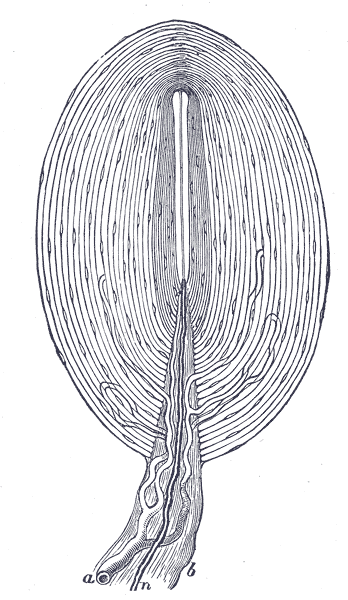
Corpuscolo di Pacini
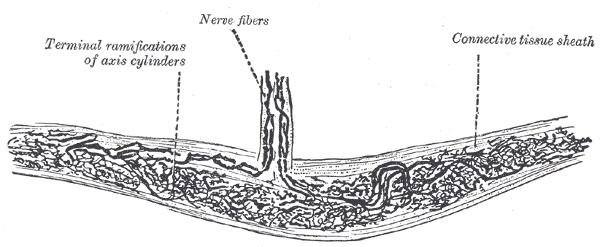
Recettore di Ruffini

## Meccanismo della percezione
Sotto lo strato di pelle più esterno e sottile, l'epidermide, si trova uno strato più profondo, il derma, che contiene moltissimi recettori e terminazioni nervose. I recettori sono distribuiti in modo uniforme su tutto il corpo, ma sono più numerosi in alcune zone, come labbra, polpastrelli e piante dei piedi, che risultano perciò più sensibili delle altre.
I recettori periferici specializzati trasformano gli stimoli meccanici applicati alla cute in impulsi nervosi e li trasmettono attraverso le fibre nervose sensitive, ai centri nervosi superiori, dove vengono decodificati. Nel midollo spinale gli impulsi sensitivi tattili decorrono lungo il sistema lemniscale e lungo il sistema dei cordoni anterolaterali. L'intensità della sensazione è tanto maggiore quanto più forte è lo stimolo, ma si discute ancora su come aumenti la sensazione all'aumentare dello stimolo.
La risoluzione della sensibilità tattile si misura con il test clinico dei due punti che individua la distanza minima tra di essi alla quale il soggetto è in grado di percepire due stimoli puntiformi differenti. La capacità discriminativa è direttamente proporzionale al numero di recettori presenti per unità di superficie cutanea, e raggiunge il massimo sul palmo della mano; inoltre la sensibilità tattile della mano è più sviluppata quando il soggetto muove l'arto attivamente. Questo dimostra che l'esperienza somatica più evoluta consta nell'esplorazione attiva manuale dell'ambiente e che il sistema tattile non ha solo un ruolo passivo (ricevere ed elaborare gli stimoli), ma è parte integrante della catena dei meccanismi nervosi che controllano le contrazioni muscolari, i movimenti e, in generale, l'esplorazione tattile.